# Carolina Cárdenas Núñezová

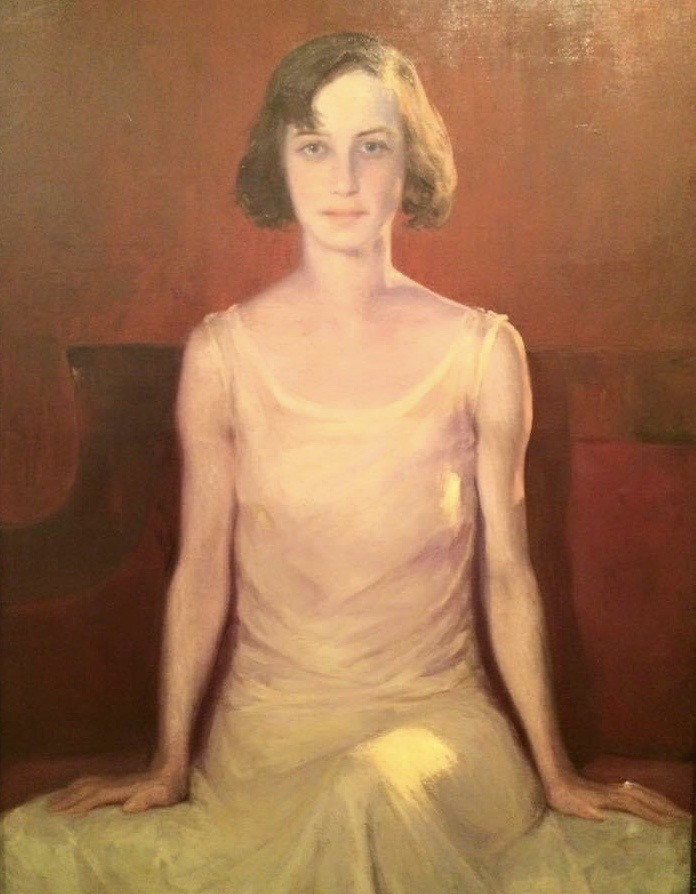
Dílo Francisco Antonia Cano

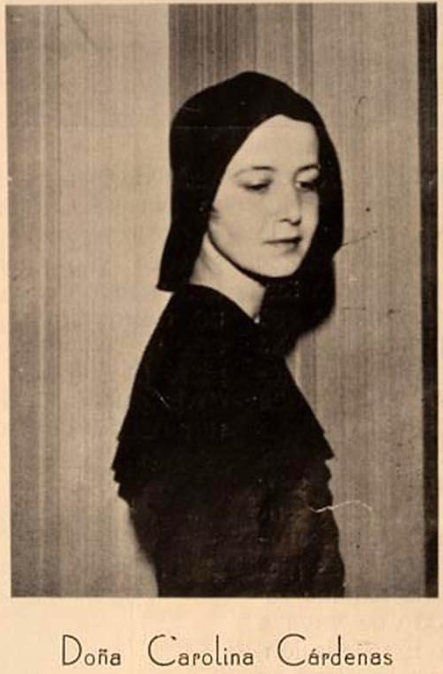
Carolina Cárdenas Núñezová, 1936

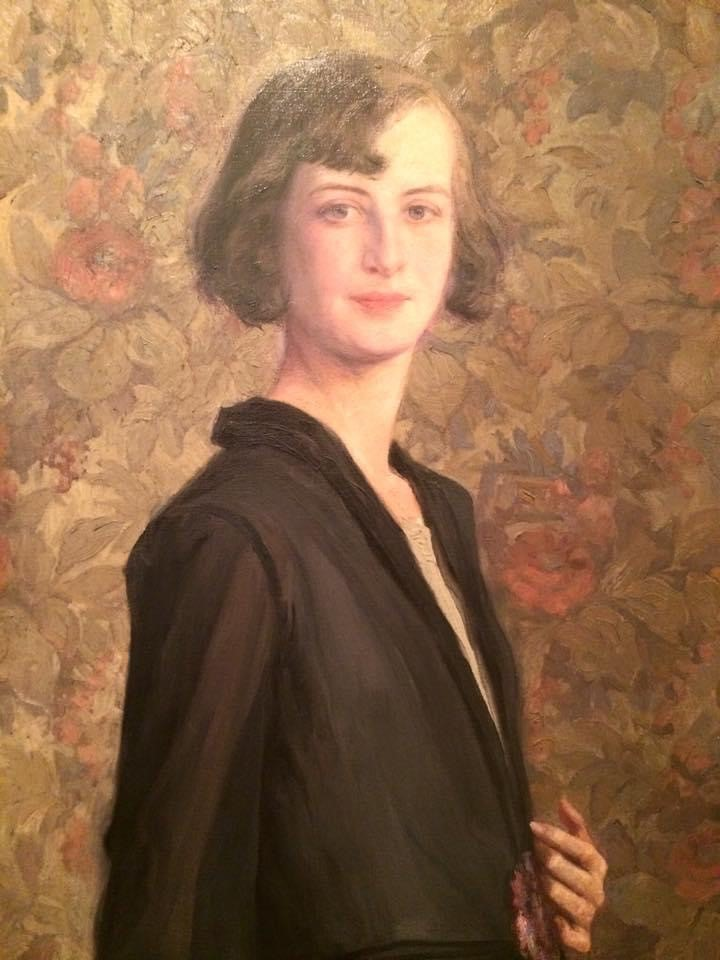
Francisco Antonio Cano: Carolina Cárdenas Núñezová, 1934

Carolina Cárdenas Núñezová (1903 Bogota – 1. dubna 1936, tamtéž) byla kolumbijská kreslířka, malířka, fotografka a keramička, která byla součástí generace, která v Kolumbii zavedla moderní umění.
Studovala malbu a keramiku na Škole výtvarných umění v Bogotě, byla první umělkyní, která vytvářela abstraktní umění a moderní fotografii v Kolumbii.  Cárdenasová „(zdá se) představuje první abstraktní geometrické experimenty v historii kolumbijského umění. 
Její tvorba byla ovlivněna art decem ve dvacátých a třicátých letech a byla jednou z prvních kolumbijských žen, které se začaly věnovat umění. Po svém pobytu v Evropě se vrátila do Kolumbie a přinesla pohled na život a umění, který byl v té době na hony vzdálen tomu kolumbijskému: „V době, kdy ženy zůstávaly zavřené doma, se rozhodla být umělkyní. A dokázala víc: místo malby povýšila keramiku a fotografii do kategorie umění“. Její předčasná smrt na meningitidu ukončila její umělecké možnosti.

## Tvorba
Vnesla některé prvky art deco do série stylizovaných kreseb se sebevědomými a definovanými tahy, ve kterých využila tmavé a zlaté barvy s geometrickými tvary, čímž vytvořila preambuli pro zavedení abstraktního umění v Kolumbii. Vynikala tvorbou originálních keramických kusů, což byl nový umělecký trend té doby. Pro jemnost jejích děl, evokovanou z konceptu elegantní postavy jemně zdobené bordurami a geometrickými liniemi, ji někteří kritici přezdívali „Miss Decó“.
Uspořádala první výstavu keramiky v Kolumbii společně s malířem Sergiem Trujillo Magnenatem, svých prací, sestávajících mimo jiné z konvic a váz. Výstava se konala v Kolumbijské společnosti inženýrů 6. února 1936 a byla diskutována v tisku, protože do té doby nebyla keramika uznávána v kolumbijském umění, tím méně v dílech ovlivněných výtvarnou školou Bauhaus.
Její dílo zůstalo téměř 50 let zapomenuto, dokud nebylo vystaveno na výstavě Kolumbie na prahu modernity, která se konala v Muzeu moderního umění v Bogotě v roce 1997, a také na vzpomínkové výstavě skládající se z 33 kreseb v Kabinetu kresby a grafiky Národního muzea Kolumbie mezi květnem a zářím 2005. Některé její práce, kresby a skici, jsou zřejmě zachovány v soukromých sbírkách.
Kritika své doby odkazuje spíše na ženy, jejich fyzickou krásu a design jejich módního oblečení než na jejich práci. To ztěžovalo uznání jejího díla jako umění, protože kritici nemluvili o jejím talentu nebo jejích dílech, ale o její osobnosti: „(tichá), jemná, dobrá přítelkyně, diskrétní, záhadná, duše míru, čistoty a světla, plná laskavosti a velmi jemné citlivosti. Umělkyně byla často zaměňována se svou tvorbou.
Renomovaný kolumbijský kritik Álvaro Medina věří a potvrzuje, že nic takového jako dílo jako takové neexistuje. Zůstalo jen několik velmi fragmentárních kreseb a skic. Asi pětatřicet. Následné úvahy historičky umění Cristiny Llerasové, vycházející z úvah Álvara Mediny, jsou možná nejpřísnějším přístupem k počínajícímu a velmi krátkému dílu skic a některých keramik Caroliny Cárdenasové.

### Dekorativní umění 20. století
Od konce 19. století začaly praktiky spojené s dekorací, včetně kreslení, vyšívání, keramiky a vokální hudby. Kritici se domnívají, že se jeví spíše jako rodinná a domácí zábava a „nikoli odborné cvičení s pokračující prací v umělecké profesi“  kromě některých výjimek, jako jsou Margarita Holguín a Caro.

### Vlivy
Velmi ji ovlivnily avantgardní směry evropského umění. Byla spojována s Ramónem Barbou a Josefinou Albarracín, kteří byli součástí uměleckého hnutí Bachué a se kterými možná pracovala v továrně na keramiku v Bogotě. Byla přítelkyní dekoratérky Elviry Martínezové, spisovatelky Elisy Mújice a keramičky Heny Rodríguezové.

## Ocenění
Získala studentskou cenu na Škole výtvarných umění (1928).

## Životopis

### Narození a studium
Carolina Cárdenas Núñezová se narodila v Bogotě v roce 1903 v dobře situované rodině bogotských aristokratů. V raném věku byla poslána žít se svými prarodiči z matčiny strany do Londýna, kde její dědeček z matčiny strany sloužil jako konzul Kolumbie.
Po dokončení základního vzdělání v Londýně se vrátila do Bogoty. Sdílela své zkušenosti s profesory Francisco Antoniem Canem, Robertem Pizanem a Gustavem Arcila Uribem. V roce 1928 nastoupila na Školu výtvarných umění, kterou vedl Roberto Pizano.
Carolina Cárdenasová pózovala pro několik umělců své doby, včetně profesora Francisca Antonia Cana, od kterého se dochovaly tři olejové portréty mladé umělkyně, z nichž dva jsou součástí sbírek Národního muzea Kolumbie, a jednu olejomalbu, kterou vlastní rodina jejího manžela. Spolu s několika kolegy ze Školy výtvarných umění v Bogotě pracovala na několika kresbách a skicách s moderním výtvarným pojetím.

### Osobní život
Po otcově bankrotu během finanční krize v roce 1929 začala Cárdenasová pracovat na ministerstvu války, kde pracovala v proviantní sekci během kolumbijské války s Peru (1932).
Byla vzorem pro různé umělce své doby a literární múzou, stala se námětem několika obrazů nejvýznamnějších malířů své doby. Objevila se také na obálce kolumbijského časopisu Cromos, který ji označil za nejlépe oblékanou ženu v zemi. Stejně jako Alice Prin, v meziválečné Paříži známá jako Kiki de Montparnasse, přiváděla fotografy a malíře k šílenství a nechávala si fotografovat portréty v oblečení podle francouzské módy.

### Rodina
Carolina Cárdenasová byla členkou bogotské aristokracie, byla dcerou Germána Cardenas Arboleda a Marie Eugenia Núñezové Pizano, jejím jediným bratrem byl Jorge Cardenas Núñez, který se oženil s Marií Olaya Londono, nejstarší dcerou bývalého prezidenta Enrique Olaye Herrery a Marie Teresy Londono Saenz.
Její otec byl praprasynovec hrdiny za nezávislost Antonia Arboleda y Arrachea a prapravnuk bývalého starosty města Popayán Francisca Arboleda y Vergara, který byl zase bratrancem bývalého starosty Bogoty Francisca Vergara y Vela a příbuzný v dlouhém seznamu významných členů rodiny Vergar Azc. Prostřednictvím této linie byla také spřízněna s mocnými rodinami Valenciů, Arroyových a Arboledových.
Dalším její příbuzným byl statkář a bohatý horník José María de Mosquera y Figueroa, který byl otcem bývalých prezidentů Joaquína a Tomáse Cipriana de Mosquera a bratranci hrdiny José Rafaela Mosquery.
Na druhou stranu její matka byla tetou umělce Roberta Pizana Restrepa, vychovatele Caroliny Cárdenasové, její sestřenice. Pizano byl otcem politika a architekta Francisca Pizana de Brigarda. Byla také prapravnučkou bývalého prezidenta Juana Agustína Uricoechea Navarra, synovcem hrdiny nezávislosti José María de Uricoechea a sestřenicí vědce Ezequiela Uricoechea.
V roce 1932 se provdala za Jaimeho Jaramilla Aranga v kostele Lourdes v Bogotě. Manželství trvalo jen pár týdnů.  Cárdenasová neměla žádné potomky. Jednou z jejích praneteří je novinářka Virginia Vallejo García prostřednictvím svého vztahu s Jaramillem Arangou.

### Smrt

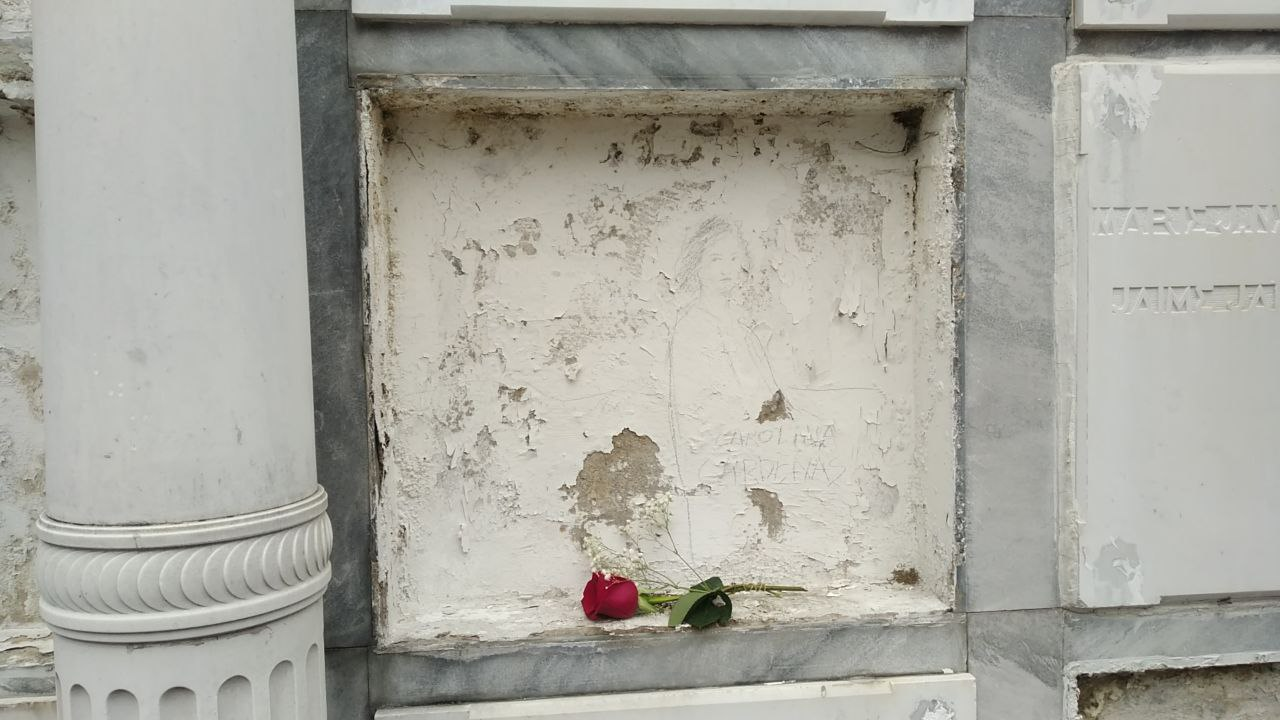
Hrob Karolíny Cárdenas Nuñezové na centrálním hřbitově v Bogotě

Zemřela 1. dubna 1936 ve věku 33 let v Bogotě zřejmě na zánět mozkových blan.  Její smrt se ukázala být brzká, předčasná a záhadná. V době své smrti měla Cárdenasová stipendium ke studiu na Královské akademii výtvarných umění v San Fernandu.  Náhle onemocněla týden před cestou do Španělska na stipendium udělené ministerstvem školství 
O smrti umělkyně psalo v novinách a časopisech několik umělců, a vzpomínalo se na ni i roky po její smrti. V těchto textech zmiňovali její talent, schopnost upevňovat vazby mezi umělci ve městě a vzpomínku na rozlučku s její cestou do Španělska.
Její ostatky leží na západní straně centrálního hřbitova v Bogotě. Byla pohřbena v rodinném panteonu Arangových. Je to jediný hrob bez náhrobku v tomto panteonu. Na její pravé straně jsou ostatky jejího bývalého manžela Jaimeho Jaramillo Aranga a jeho druhé manželky. 

## Dopad na populární kulturu

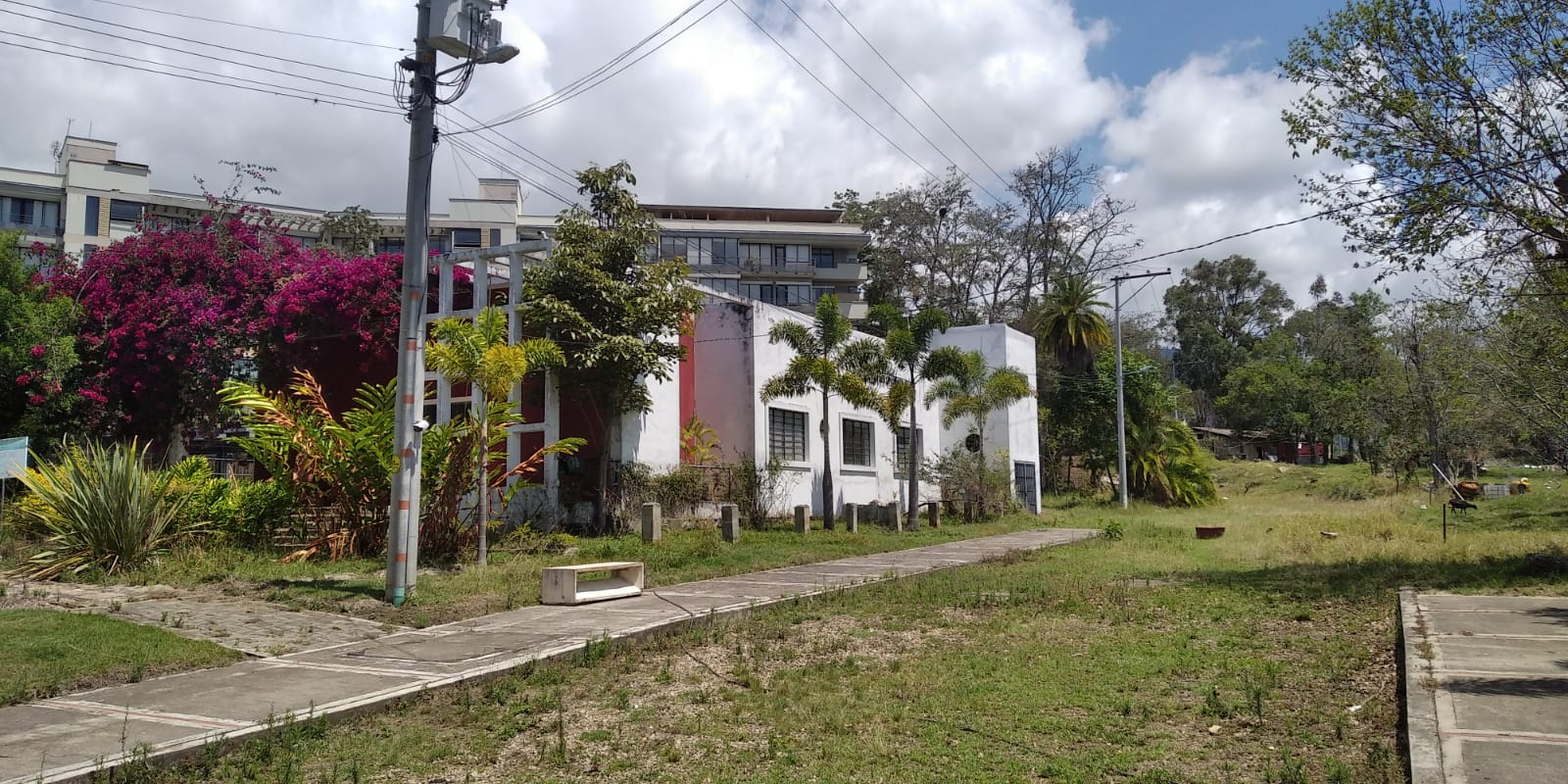
Vila „Quinta Jaramillo Arango“, známá jako „Casa Nasi“, inspirovaná Carolinou Cardenasovou, ve Fusagasugá, Cundinamarca, 2024

- Román You, Who Delirious (2013) Andrése Ariase vypráví příběh slečny Decó.[33][34][35] Román odkazuje na romantický vztah, který měla Cárdenasová s umělkyní Henou Rodriguezovou.
- Román The Two Times (1949) od Elisy Mujicy byl inspirován Carolinou Cárdenas Núñezovou, aby znovu vytvořila její postavu Leonor Alby.[2]
- Kresba Smrt a dívka od Sergia Trujilla Magnenata v den podivné smrti Núñezovové.[36]
- Čtvrť „La Carolina“ v Bogotě vděčí za svůj název Carolině Cárdenas Núñezové. Pozemek byl ve vlastnictví její rodiny.[37] La Carolina se nachází ve městě Usaquén, od severu k jihu mezi ulicemi 127c a 127 a od východu na západ mezi ulicemi 9 a 15.
- Vila „Quinta Jaramillo Arango“, známá jako „Casa Nasi“ ve Fusagasugá, postavená architektem Vicentem Nasi, je poctou Carolině Cárdenasové na žádost jejího bývalého manžela. Je považována za jeden z prvních příkladů modernistické architektury v Kolumbii.[32]

## Dílo
Díla autorky lze nalézt v digitální sbírce Banco de la República. Tato instituce uchovává a spravuje 20 kreseb a keramiku, které jsou součástí jejích sbírek.

### 20 kreseb a keramik ve sbírkách Banky Republiky a další díla
Podle zdroje:
| Název | Rok           | Umístění                        | Název    |
| --- | ------------- | ------------------------------- | -------- |
| Botella azul | 1993          | Bogota, Kulturní centrum Bogoty | Keramika |
| Dar de beber al sediento (mujeres con mesero).                                                                   | Asi 1935      | Bogota, Kulturní centrum Bogoty | Kresba   |
| Campesinas en el mercado                                                                                         | Asi 1935      | Bogota, Kulturní centrum Bogoty | Kresba   |
| Estudio mujer | Asi 1935      | Bogota, Kulturní centrum Bogoty | Kresba   |
| Rostros. Campesinas.                                                                                             | Asi 1935      | Bogota, Kulturní centrum Bogoty | Kresba   |
| Mujer - moda. | Asi 1935      | Bogota, Kulturní centrum Bogoty | Kresba   |
| Zmizení pana X vyvolalo silný dojem v našich společenských kruzích. Posíláme vdově a jejím dětem naši soustrast. | Asi 1935      | Bogota, Kulturní centrum Bogoty | Kresba   |
| Las tres tías - Marcado Sep. 5                                                                                   | Asi 1935      | Bogota, Kulturní centrum Bogoty | Kresba   |
| Estudio de dos mujeres                                                                                           | Asi 1935      | Bogota, Kulturní centrum Bogoty | Kresba   |
| Mujeres con flores y paisaje de fondo                                                                            | Asi 1935      | Bogota, Kulturní centrum Bogoty | Kresba   |
| Mujer con chorotes. Maternidad y rostros                                                                         | Asi 1935      | Bogota, Kulturní centrum Bogoty | Kresba   |
| Agosto Varios.                                                                                                   | Asi 1935      | Bogota, Kulturní centrum Bogoty | Kresba   |
| Mujer con ruana - Pirámide - Chorote y otra mujer.                                                               | Asi 1935      | Bogota, Kulturní centrum Bogoty | Kresba   |
| Gaitán | Asi 1935      | Bogota, Kulturní centrum Bogoty | Kresba   |
| Meditación - Mujer acurrucada con chorote.                                                                       | Asi 1935      | Bogota, Kulturní centrum Bogoty | Kresba   |
| Bocetos varios. Mujeres, tres rostros, etc.                                                                      | Asi 1935      | Bogota, Kulturní centrum Bogoty | Kresba   |
| Temor - Mujer con tres hombres, marcada 2 de mayo.                                                               | Asi 1935      | Bogota, Kulturní centrum Bogoty | Kresba   |
| Mujeres | Asi 1935      | Bogota, Kulturní centrum Bogoty | Kresba   |
| Dejando el pueblo                                                                                                | Asi 1935      | Bogota, Kulturní centrum Bogoty | Kresba   |
| Mujer con paisaje                                                                                                | Asi 1935      | Bogota, Kulturní centrum Bogoty | Kresba   |
| The Daughter - La artista y su madre.                                                                            | Asi 1935      | Bogota, Kulturní centrum Bogoty | Kresba   |
| Desnudo | Asi 1932–1936 | Bogota,Národní muzeum Kolumbie  | Kresba   |